# Cystoagaricus
Cystoagaricus — рід грибів родини Psathyrellaceae. Назва вперше опублікована 1947 року.

## Класифікація
До роду Cystoagaricus відносять 8 видів:
- Cystoagaricus hirtosquamulosus
- Cystoagaricus jujuyensis
- Cystoagaricus olivaceogriseus
- Cystoagaricus sachaensis
- Cystoagaricus silvestris
- Cystoagaricus squarrosiceps
- Cystoagaricus strobilomyces
- Cystoagaricus trisulphuratus